# رغل شوكي القنابات
رغل شوكي القنابات (الاسم العلمي:Atriplex spinibractea) هو نوع نباتي يتبع جنس الرغل من فصيلة القطيفية.